# Liriomyza litorea
Liriomyza litorea este o specie de muște din genul Liriomyza, familia Agromyzidae, descrisă de Shiao și Wu în anul 1995.
Este endemică în Taiwan. Conform Catalogue of Life specia Liriomyza litorea nu are subspecii cunoscute.